# 让·路易·保罗·弗朗索瓦·德·诺瓦耶
让·路易·保罗·弗朗索瓦，第五代诺瓦耶公爵（Jean Louis Paul François de Noailles, 5e duc de Noailles，1739年10月26日—1824年10月20日），法國軍人、化学家，法蘭西學院院士。
1739年10月26日出生於法國巴黎，他是路易·德·诺瓦耶元帅的兒子。1755年2月4日，年僅16歲的他與他的首任妻子亨麗埃特-安妮-路易絲·達格索（Henriette-Anne-Louise d'Aguesseau）結婚。當時他是諾阿萊騎兵龍團的上校。他與他的首任妻子育有八個女孩和兩個男孩，其中僅有五個女孩存活至成年。
1762 年，他被授予聖路易斯皇家軍事勳章， 1780 年被授予金羊毛勳章。雖然服役軍中，但他對科學頗有興趣。他於1777年当选為法蘭西學院院士，並在那裏發表了物理和化學的論文。他不信仰宗教，宣揚科學主義，且宣稱靈魂不存在。
1792年，在法國大革命期間，他移居瑞士。在旅居途中，他結識了他的第二任妻子戈洛金伯爵夫人，但他們未育有子女。他於1814年返回法国居住。
| 前任： 路易·德·诺瓦耶 | 诺瓦耶公爵 1793年—1824年 | 繼任： 保罗·德·诺瓦耶 |